# 八木梨早
八木 梨早（やぎ りさ、2001年5月29日 - ）は、日本のフリーアナウンサー、  モデル。
ミス慶應コンテスト2022年グランプリ受賞。フジテレビ「めざましテレビ」内「まいにちランキング」コーナーに出演していた。

## 人物・来歴
京都府出身。同志社女子中学校・高等学校、慶應義塾大学法学部法律学科卒業。趣味は旅行、野球観戦。特技は茶道。アピールポイントは身長168cm、指が長いこと。

## 出演

### テレビ
- めざましテレビ（フジテレビ）「まいにちランキング」コーナー

### ラジオ
- FM Salus「gee up sprout」

### その他
- ミス慶應コンテスト2022年グランプリ[1][2]